# St. George's Hall (Liverpool)
Pour les articles homonymes, voir St. George's Hall.
Le St. George's Hall est une salle de spectacle et un tribunal situés dans le centre de Liverpool, au Royaume-Uni. De style néo-classique, le bâtiment classé depuis 1952 « d’un intérêt exceptionnel » (Grade I) par le English Heritage fut construit de 1851 à 1854 face à la gare de Lime Street, à partir du projet de l'architecte Harvey Lonsdale Elmes. Bordé au nord par la William Brown Street, il fait partie d’une des zones du port marchand de Liverpool classées en 2004 au patrimoine mondial par l'Organisation des Nations unies pour l'éducation, la science et la culture (Unesco).
En 2020, il doit accueillir un évènement de la tournée pour seniors de snooker : le challenge à une frame. Le tournoi n'est jamais tenu en raison du Covid-19.